# Riksmordkommissionen
Riksmordkommissionen (eller Rikskriminalpolisens riksmordkommission) är en enhet inom Nationella operativa avdelningen som är specialiserad på mordutredningar. Kommissionen har rollen att efter förfrågan stödja lokala polismyndigheter när dessa genomför omfattande mordutredningar som kräver mer utredningsresurser än de själva har.
År 2009 bestod enheten av sju poliser och en administratör.